# Coelognathus erythrurus
Coelognathus erythrurus är en ormart som beskrevs av Duméril, Bibron och Duméril 1854. Coelognathus erythrurus ingår i släktet Coelognathus och familjen snokar.
Arten förekommer på Borneo och Sulawesi samt i Filippinerna. Honor lägger ägg.

## Underarter
Arten delas in i följande underarter:
- C. e. celebensis
- C. e. erythrura
- C. e. manillensis
- C. e. philippina
- C. e. psephenoura